# Astragalus habaheensis
Astragalus habaheensis es una especie de planta del género Astragalus, de la familia de las leguminosas, orden Fabales.

## Distribución
Astragalus habaheensis se distribuye por China.

## Taxonomía
Fue descrita científicamente por Y. X. Liou. Fue publicada en Fl. Desert. Reipubl. Popul. Sin. 2: 444 (1987).